# Мохамед Махмуд Ульд Мохамед Валль
Мохамед Махмуд Ульд Мохамед Валль (англ. Mohamed Mahmoud Ould Mohamed Wall) (1948) — мавританський дипломат. Надзвичайний і повноважний Посол Мавританії в Україні (2001—2003) за сумісництвом.

## Життєпис
Народився у 1948 році. Закінчив Центральну школу іноземних мов в Мадриді, Університет Дакара (Сенегал), гуманітарний факультет в Тулузі ле-Мірай (Франція).
У 1972—1975 рр. — перший секретар і радник Посольства в Іспанії, потім радник Посольства в Кувейті.
У 1975—1976 рр. — член тристоронньої Адміністрації по Сахарі, до 1977 року — делегат на Конференції ООН з морського права.
У 1981 році — Генеральний консул на Канарських островах. Потім працював в МЗС Мавританії директором Державного Протоколу, пізніше директором Міжнародної кооперації.
У 1982—1987 роках — директор Департаменту Європи та Америки, до 1990 року — директор Юридичного та Консульського відділів, до 1999 року — директор Європейського та Американського відділів. Потім — посол-радник міністра закордонних справ і кооперації.
З січня 2001 по 2003 рр. — Надзвичайний і повноважний Посол Мавританії в РФ.